# Parque municipal de la Fuente del Río

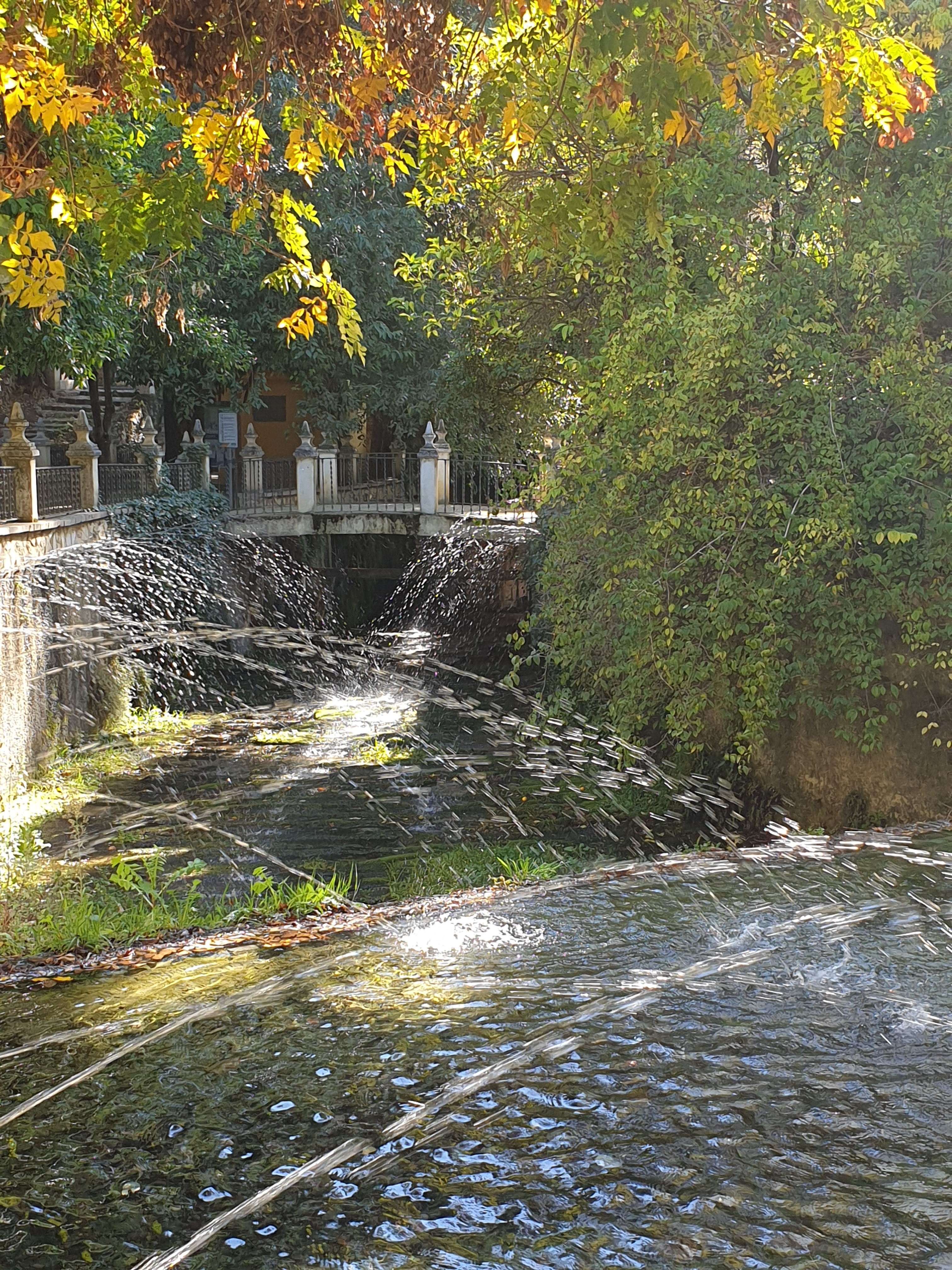
Caños de agua

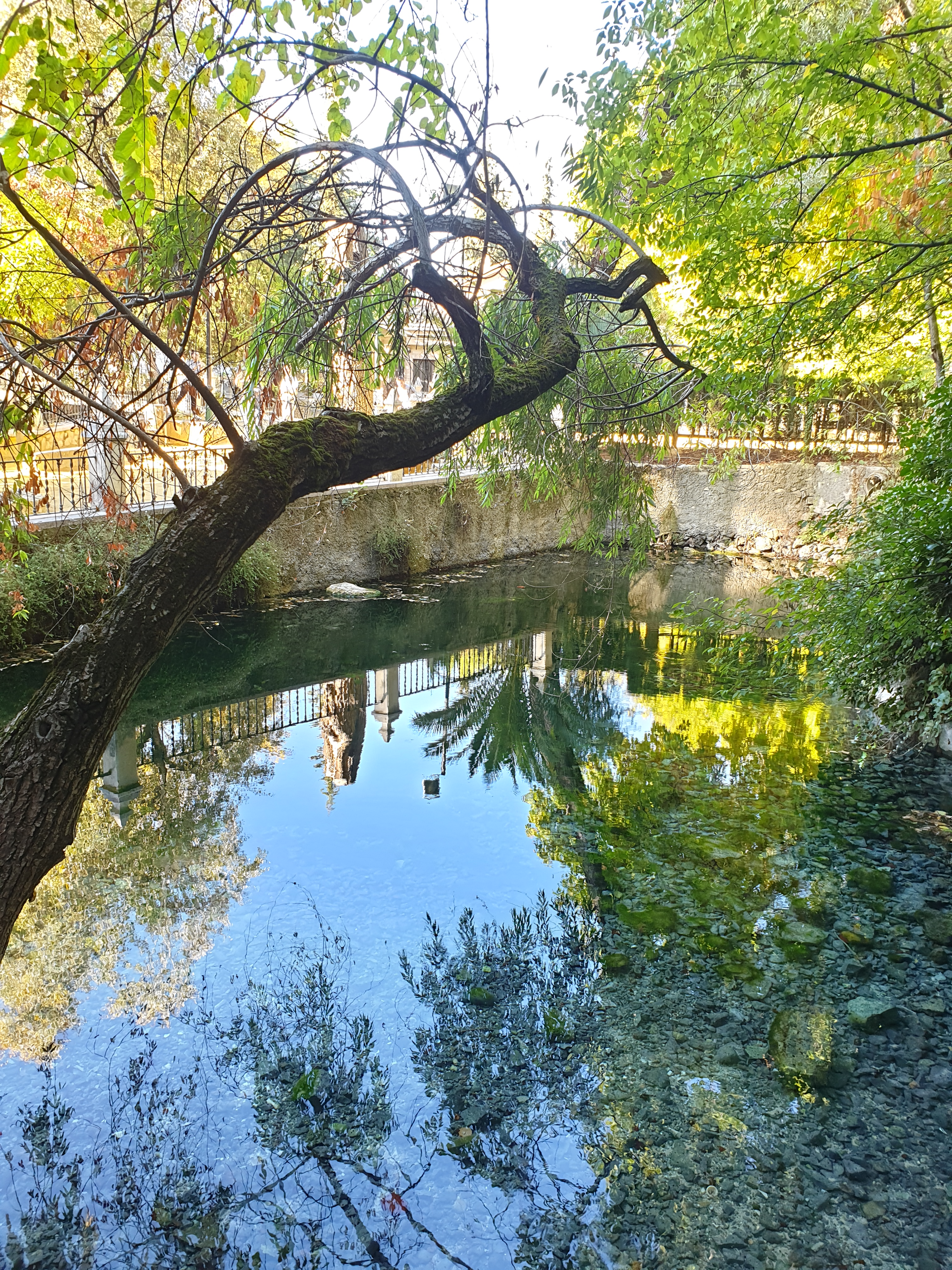
Manantial de la Fuente del Río

La Fuente del Río es un paraje natural situado en la localidad de Cabra (Córdoba), España. En este lugar nace el río Cabra, de ahí su nombre, en un pequeño manantial, y el paso del río da forma a una serie de saltos de agua, que suministran a todo el municipio, acompañados por fuentes artificiales. Pertenece a la Ruta del Agua de la Subbética cordobesa.

## Geografía
Limítrofe con el parque natural de las Sierras Subbéticas, el lugar es un claro ejemplo de paraje natural sujeto a los cambios materializados por la mano del hombre, donde confluyen el carácter natural de un manantial típico del sistema kárstico de la Sierra de Cabra con el valor ornamental de los jardines y árboles, configurando un espacio de gran interés paisajístico. Fue catalogado como Bien de Interés Cultural en figura de Sitio de Interés Natural o Arboleda Singular el 11 de abril de 1961.
Desde el paraje, subiendo por un sendero, se accede hasta la Vía Verde de la Subbética, lugar ideal para hacer ciclismo o senderismo. Muy cerca, al otro lado de la carretera, encontramos otras surgencias de agua de menor entidad y a menor cota, entre las que destaca la del manantial del Martinete.

## Historia
Durante la época romana, alrededor del siglo II, el noble romano Marco Cornelio Novato Baebio Balbo patrocinó el coste de la construcción de un acueducto que llevaba agua desde el manantial hasta el núcleo urbano. Actualmente no quedan restos del acueducto, pero sí una copia de una inscripción de dicho acueducto:

Acueducto Augusto

Marco Cornelio Novato Baebio Balbo, hijo de Aulo, que fue oficial de los ingenieros, tribuno militar de la legión sexta (victoriosa, pía y felix), sacerdote de la provincia Bética, se encargó de construirlo con su dinero.

En cuanto a elementos decorativos, existe una imagen en piedra caliza de la Virgen de la Sierra, patrona de la ciudad, realizada en 1913 por petición popular, y una bomba de extracción de 1890 que bombeaba agua desde el manantial hasta la antigua estación para producir vapor para los trenes que realizaban el antiguo trayecto por la línea Linares-Puente Genil.
En 1933, se actuó por primera vez en la Fuente del Río en su conjunto creando un embalse artificial. El espacio se dotó de luz eléctrica por primera vez en julio de 1948. En 1959 se añaden algunas mejoras como nuevos jardines, merenderos y surtidores de agua, obra del arquitecto madrileño Rafael de la Hoz Arderius. El dictador Francisco Franco visitó este paraje el 4 de mayo de 1961 con motivo de su visita a Cabra acompañado del egabrense José Solís, en la que fue recibido por un grupo de jóvenes vestidas con trajes de flamenca que sirvieron productos locales para después trasladarse al Taller Escuela Felipe Solís Villechenous.
Una tormenta en junio de 1976 destruyó los puentes de carbonilla del paraje, que tuvieron que ser sustituidos por otros nuevos.
Dentro del espacio se puede apreciar el Auditorio Municipal Alcalde Juan Muñoz, uno de los mayores espacios escénicos abiertos al aire libre del sur de Córdoba con un aforo de 2500 espectadores, inaugurado el 15 de agosto de 1990 con la actuación de Ana Belén y Víctor Manuel. Imita a los antiguos teatros romanos y en él tienen lugar numerosas actuaciones y conciertos de todo tipo, especialmente en verano. Del mismo modo, dentro del parque también hay un restaurante-bar; mientras que las piscinas municipales se encuentran justo cruzando la calzada, a las que también se puede acceder desde un paso subterráneo.
En marzo de 2023 se inauguró un monumento a las víctimas de la pandemia de covid con un presupuesto de 30.000 euros.

## Juan Valera
Juan Valera, escritor egabrense, solía pasear por esta arboleda y fue inspiración para muchas de sus obras. En el paraje hay un azulejo con la siguiente inscripción:

En mitad de un bosque de encinas y olivos, que pone término a las huertas, se alza un monte escarpado, formado de riscos y peñasco enormes.
En el fondo de esta gruta, brote de una grieta, sin hipérbole alguna, un verdadero río.
El agua de mana entre las peñas cae con gran estruendo en un estanque natural.
A derecha y a izquierda hay dos acequias, por donde el agua corre dividiéndose después en infinitos arroyuelos, y yendo a regar las mil quinientas huertas que hacen del término de aquella pequeña ciudad un verde y florido paraíso.
Juan Valera